# Grzegorz Ryś
Grzegorz Wojciech Ryś, né le 9 février 1964 à Cracovie, est un prêtre catholique polonais, docteur en sciences humaines, spécialisé dans le domaine de l'histoire de l'Église, recteur du Grand séminaire de l'archidiocèse de Cracovie (pl) de 2007 à 2011, évêque auxiliaire de Cracovie de 2011 à 2017, archevêque métropolitain de Łódź depuis 2017. Il a été créé cardinal en septembre 2023.

## Biographie

### Jeunesse et formation
Grzegorz Ryś, né à Cracovie le 9 février 1964, est baptisé dans la basilique Sainte-Marie de Cracovie par l'archiprêtre de la basilique Ferdinand Machay (pl), ancien membre du Comité national polonais (1917-1919) à Paris. De 1982 à 1988, il fait des études à la faculté de théologie et à la faculté d'histoire de l'Église de l'Académie pontificale de théologie de Cracovie, ainsi qu'au Grand séminaire de Cracovie (pl). Il est ordonné prêtre le 22 mai 1988 dans la cathédrale du Wawel par le cardinal Franciszek Macharski, archevêque métropolitain de Cracovie, successeur du cardinal Karol Wojtyła. En 1994, il soutient son doctorat en théologie avec une thèse sur La piété populaire en Pologne au Moyen Âge.

### Activités en tant que prêtre
Après avoir travaillé de 1988 à 1989 comme vicaire dans une paroisse de Kęty, il est notamment directeur de 2004 à 2007 des archives archidiocésaines de Cracovie. Il commente pour la télévision polonaise et à la radio polonaise les pèlerinages de Jean-Paul II. Après la mort de celui-ci, il organise des veillées et pendant le processus de béatification, il siège à la commission canonique diocésaine.

### Activités en tant qu'universitaire
En 2000, sur la base de la thèse « Jan Hus face à la crise de l'Église pendant le Grand Schisme », il reçoit son habilitation universitaire. Il est nommé le chef de la chaire d'histoire de l'Église au Moyen Âge et de la chaire d'histoire ancienne et médiévale à de la faculté d'histoire et du patrimoine culturel de l'Université pontificale Jean-Paul II (anciennement Académie pontificale de théologie). De 2007 à 2011, il est recteur du Grand séminaire de l'archidiocèse de Cracovie, et à ce titre président de la Conférence des recteurs des séminaires de Pologne en 2010-2011.

### Evêque auxiliaire de Cracovie
Le 16 juillet 2011, le pape Benoît XVI le nomme évêque auxiliaire de Cracovie avec le siège d'évêque titulaire d'Arcavica (de). Il est consacré évêque avec Damian Muskus (pl) le 28 septembre 2011 à la cathédrale du Wawel. Le consécrateur était le cardinal Stanisław Dziwisz, archevêque métropolitain de Cracovie, et les co-consécrateurs étaient les cardinaux Franciszek Macharski, archevêque émérite de Cracovie, et Stanisław Ryłko, président du Conseil pontifical pour les laïcs. Il prend comme devise épiscopale l'expression « Virtus in infirmitate » (La force dans la faiblesse). À ce titre il exerce les fonctions de vicaire général de l'archidiocèse. Il prépare notamment les méditations sur le chemin de croix lors des Journées mondiales de la jeunesse à Cracovie en 2016.

### Archevêque de Łódź

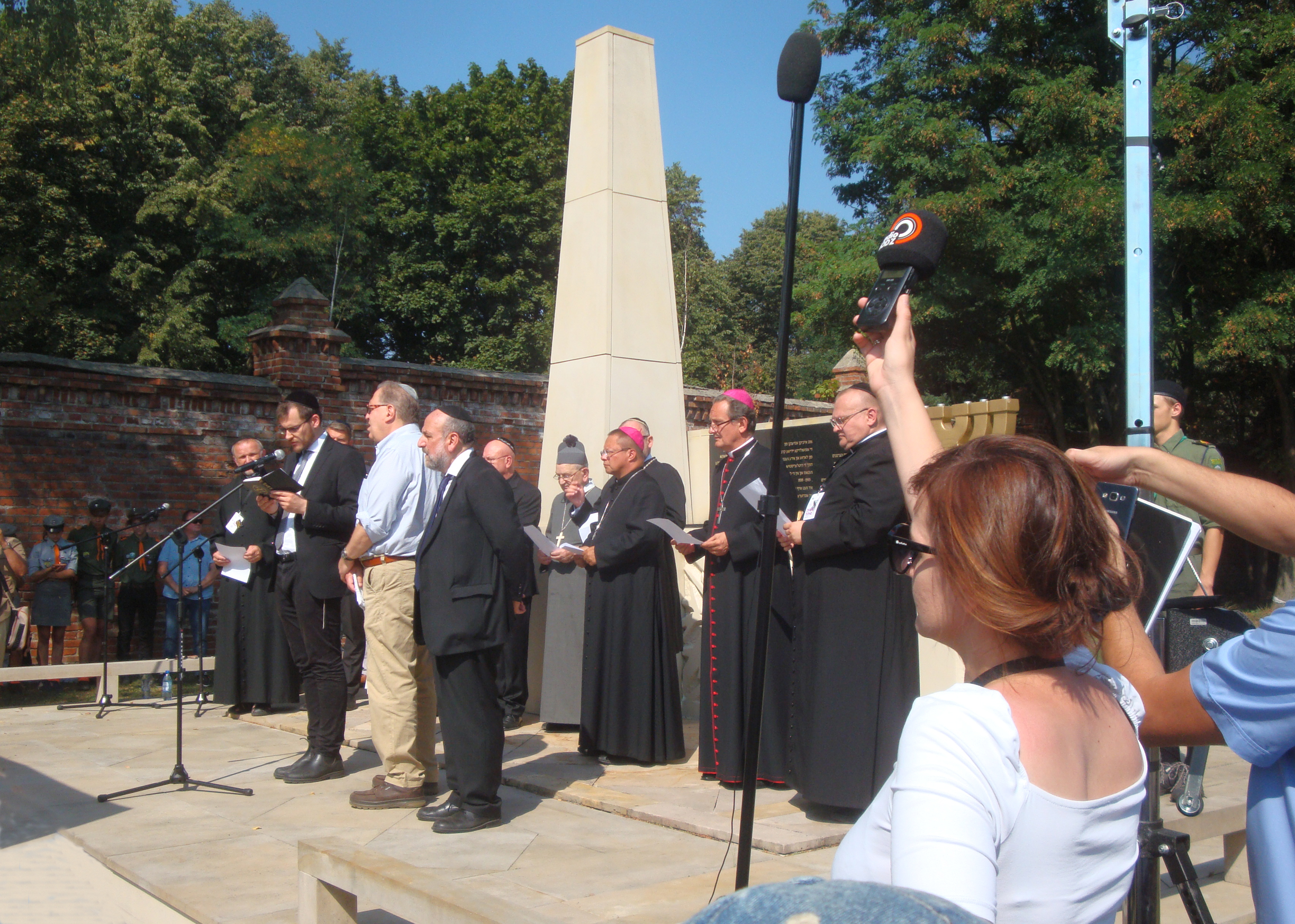
Prière œcuménique au cimetière juif à l'occasion de l'anniversaire du 75e anniversaire de la liquidation du ghetto de Litzmannstadt : le Grand rabbin Michael Schudrich, le rabbin Dawid Szychowski et Grzegorz Ryś - photo M Z Wojalski

Le 14 septembre 2017, le pape François le nomme archevêque métropolitain de Łódź, où il est reçu à la cathédrale Saint-Stanislas Kostka le 4 novembre 2017. Le 29 juin 2018 le pape lui remet le pallium dans la basilique Saint-Pierre. Il est intronisé par le nonce apostolique Salvatore Pennacchio le 5 octobre 2018 dans la cathédrale de Łódź. 
En 2018, il convoque le quatrième synode de l'histoire de l'archidiocèse. En 2019, il introduit le diaconat permanent dans l'archidiocèse et crée le séminaire missionnaire diocésain international pour la nouvelle évangélisation Redemptoris Mater.
Le 25 juin 2020, le pape François le nomme administrateur apostolique du diocèse voisin de Kalisz en remplacement de Edward Janiak (pl), suspendu pour avoir dissimulé des abus sexuels de prêtres sur des mineurs.
Au niveau de la Conférence des évêques polonais, il préside en 2011 l'équipe pour la nouvelle évangélisation de la commission pastorale, et en 2017, il est élu au comité permanent. Il est également membre du Comité national d'organisation de la célébration du 1050e anniversaire du baptême de la Pologne en 2016 et du Conseil pour la culture et la protection du patrimoine culturel. En 2018, il participe à la session du Synode des évêques sur la jeunesse.
Engagé dans l'œcuménisme et le dialogue interreligieux, il est à l'origine de la rencontre entre chrétiens, juifs et musulmans pour la paix organisée en 2011 sous le nom « Écho d'Assise à Cracovie ». Il est membre du Conseil international d’Auschwitz (pl), ainsi que du jury du prix Stanisław-Musiał décerné par le Club d'amitié judéo-chrétienne « Przymierze » (pl). Grzegorz Ryś est régulièrement l'objet d'attaques venant des milieux nationalistes, intégristes et antisémites.
Le pape François annonce en juillet 2023 son intention de le créer cardinal lors du consistoire du 30 septembre 2023. Selon Sandro Magister, Grzegorz Ryś est « l’une des rares voix progressistes de l’épiscopat polonais, alors que Cracovie, gouvernée par un successeur de Karol Wojtyla, d’orientation opposée, reste privée de la pourpre ». Il le devient lors du consistoire extraordinaire du 30 septembre 2023 et reçoit à cette occasion le titre de cardinal-prêtre de Santi Cirillo e Metodio.

## Principales publications
- Inkwizycja [« L'Inquisition »], Cracovie, Znak, 1997, 2002 (ISBN 978-83-240-0002-9)
- Celibat [« Le Célibat »], Cracovie, Znak, 2002 (ISBN 978-83-240-0169-9)
- Rekolekcje. Modlitwa, post, jałmużna [« Retraite spirituelle. Prière, jeûne, aumône »], Cracovie, Znak, 2013
- Kościelna wiosna (Le Printemps de l'Église) avec Krystyna Strączek, Znak, Cracovie, 2013
- Franciszek. Życie – miejsca – słowa (François : Vie, lieux, paroles), Wydawnictwo św. Stanisława BM, Cracovie, 2013
- Skandal miłosierdzia. Rozważania dla każdego (Le Scandale de la Miséricorde, Considérations pour chacun),Wydawnictwo WAM (pl), Cracovie, 2014
- Wiara z lewej, prawej i Bożej strony (La Foi, du côté de la droite, de la gauche et de Dieu), Wydawnictwo WAM (pl), Cracovie, 2014
- Moc słowa (La Force de la parole), Wydawnictwo WAM (pl), Cracovie, 2016
- Jeden święty, powszechny, apostolski. Spotkania z historią Kościoła (Une, sainte, catholique et apostolique. Rencontres avec l'histoire de l'Église), Wydawnictwo WAM (pl), Cracovie, 2016
- Moc wiary (La Force de la foi), Wydawnictwo WAM (pl), Cracovie, 2017
- Rozważania Drogi Krzyżowej i homilie Wielkiego Piątku (Méditations sur le chemin de croix et homélies du Vendredi saint), Wydawnictwo Rafael, Cracovie, 2018  (ISBN 978-83-6625-010-9)
- Rozmowy od Serca do Serca. Kazania arcybiskupa  (Conversations de cœur à cœur), Wydawnictwo Rafael, Cracovie, 2019  (ISBN 978-83-6625-044-4)
- Piąta Ewangelia (Le Cinquième Évangile), Wydawnictwo Rafael, Cracovie, 2020  (ISBN 978-83-6625-097-0)
- W Kościele jest miejsce dla wszystkich (Il y a de la place pour tout le monde dans l'Église), Wydawnictwo WAM (pl), Cracovie, 2020  (ISBN 978-83-277-1761-0)
- Avec Piotr Sikora (pl), Czy Kościół ma sens? (L'Église a-t-elle un sens ?), Wydawnictwo WAM (pl), Cracovie, 2021  (ISBN 978-83-8043-581-0)
- Chrześcijanie wobec Żydów, Od Jezusa po inkwizycję. XV wieków trudnych relacji (Chrétiens contre Juifs : De Jésus à l’Inquisition, 15 siècles de relations difficiles), Wydawnictwo WAM (pl), Cracovie, 2023  (ISBN 978-83-277-1643-9)